# رختیان
رختیان، روستایی از توابع بخش مرکزی شهرستان بجنورد در استان خراسان شمالی ایران است.

## جمعیت
این روستا در دهستان آلاداغ قرار دارد و براساس سرشماری مرکز آمار ایران در سال ۱۳۸۵، جمعیت آن ۱٬۰۸۰ نفر (۲۱۹خانوار) بوده‌است.